# Jonás Berami
Jonás Sergio Berami (Malaga, 29 aprile 1983) è un attore e personaggio televisivo spagnolo.

## Biografia
Di origini italiane, è conosciuto soprattutto per il suo ruolo nella soap opera Il segreto, in onda dal 2011, dove interpreta il personaggio di Juan Castañeda. Questa interpretazione, insieme a un ruolo proposto in una stagione di El internado, gli ha regalato la notorietà a livello europeo, in particolar modo in Spagna e in Italia.
A settembre 2014 viene confermata la sua partecipazione al programma Uomini e donne di Maria De Filippi. Nel marzo 2016 partecipa all'undicesima edizione del reality show di Canale 5 L'isola dei famosi. Nella finale del 9 maggio 2016 si è classificato secondo dopo il pugile Giacobbe Fragomeni.

## Filmografia

### Cinema
- Pájaros de Papel, regia di Emilio Aragón (2010)
- Lose Your Head, regia di Stefan Westerwelle e Patrick Schuckmann (2013)
- Mi gran noche, regia di Álex de la Iglesia (2015)
- Como la espuma, regia di Roberto Pérez Toledo (2016)

### Televisione
- El internado - serie TV, 8 episodi (2009)
- Il segreto (El secreto de Puente Viejo) - soap opera, 397 episodi (2011-2014)
- Grand Hotel - Intrighi e passioni (Gran Hotel) – serie TV, terza stagione, 1 episodio (2013)
- Isabel - serie TV, 4 episodi (2014)
- Per sempre (Amar es para sempre) - soap opera, 510 episodi (2017-2019,2024)
- La cattedrale del mare (La catedral del mar) - serie TV, 1 episodio (2018)
- Luimelia - serie TV (2020-2021)

## Programmi TV
- Uomini e donne - Canale 5 - Tronista (2014-2015)
- L'isola dei famosi - Canale 5 - Concorrente (2016)